# UFC Fight Night: Shevchenko vs. Carmouche 2
UFC Fight Night: Shevchenko vs. Carmouche 2（ユーエフシー・ファイトナイト：シェフチェンコ・バーサス・カムーシュ・ツー、別名UFC Fight Night 156、UFC on ESPN+ 14）は、アメリカ合衆国の総合格闘技団体「UFC」の大会の一つ。2019年8月10日、ウルグアイ・モンテビデオのアンテル・アリーナで開催された。

## 大会概要
UFC初のウルグアイでの開催となった本大会では、王者ヴァレンティーナ・シェフチェンコと挑戦者リズ・カムーシュによるUFC世界女子フライ級タイトルマッチが組まれた。

## 試合結果

### プレリミナリーカード
第1試合 女子フライ級 5分3R
○  ベロニカ・マセド vs.  ポリアナ・ヴィアナ ×
1R 1:09 腕ひしぎ十字固め
第2試合 ライト級 5分3R
○  アレックス・ダ・シウバ vs.  カズーラ・バルガス ×
3R終了 判定3-0（30-27、30-27、30-27）
第3試合 バンタム級 5分3R
○  クリス・グティエレス vs.  ジェラルド・デ・フレイタス ×
3R終了 判定2-1（29-28、27-30、29-28）
第4試合 フライ級 5分3R
○  ホジェリオ・ボントリン vs.  ハウリアン・パイバ ×
1R 2:56 TKO（ドクターストップ）
第5試合 女子ストロー級 5分3R
○  マリナ・ホドリゲス vs.  ティーシャ・トーレス ×
3R終了 判定3-0（30-27、30-27、30-26）
第6試合 ヘビー級 5分3R
○  シリル・ガーヌ vs.  ハファエル・ペソア ×
1R 4:12 肩固め
第7試合 ウェルター級 5分3R
○  ギルバート・バーンズ vs.  アレクセイ・クンチェンコ ×
3R終了 判定3-0（29-28、29-28、29-28）

### メインカード
第8試合 フェザー級 5分3R
○  エンリケ・バルソラ vs.   ボビー・モフェット ×
3R終了 判定2-1（28-29、30-27、29-28）
第9試合 ミドル級 5分3R
○  ホドウフォ・ヴィエイラ vs.  オスカー・ピエホタ ×
2R 4:26 肩固め
第10試合 ライトヘビー級 5分3R
○  ヴォルカン・オーズデミア vs.  イリル・ラティフィ ×
2R 4:31 KO（左フック→パウンド）
第11試合 フェザー級 5分3R
○  エドゥアルド・ガラゴリ vs.  ウンベルト・バンデナイ ×
3R終了 判定3-0（30-27、30-27、30-27）
第12試合 ウェルター級 5分3R
○  ビセンテ・ルケ vs.  マイク・ペリー ×
3R終了 判定2-1（28-29、29-28、29-28）
第13試合 UFC世界女子フライ級タイトルマッチ 5分5R
○  ヴァレンティーナ・シェフチェンコ vs.  リズ・カムーシュ ×
5R終了 判定3-0（50-45、50-45、50-45）
※シェフチェンコが2度目の王座防衛に成功。

### 各賞
ファイト・オブ・ザ・ナイト： ビセンテ・ルケ vs. マイク・ペリー
パフォーマンス・オブ・ザ・ナイト： ヴォルカン・オーズデミア、ベロニカ・マセド
各選手にはボーナスとして5万ドルが授与された。

### カード変更
負傷などによるカードの変更は以下の通り。